# Jekatierina Bleskina
Jekatierina Andriejewna Bleskina (rus. Екатерина Андреевна Блёскина; ur. 29 stycznia 1993 w Żeleznogorsku) – rosyjska lekkoatletka specjalizująca się w biegu na 100 metrów przez płotki. 
W 2009 była szósta na mistrzostwach świata juniorów młodszych oraz zdobyła srebrny medal olimpijskiego festiwalu młodzieży Europy. Zwyciężyła w eliminacjach kontynentalnych i pojechała latem 2010 do Singapuru na igrzyska olimpijskie młodzieży, podczas których zdobyła złoty medal. W 2011 wywalczyła brąz mistrzostw Europy juniorów. 
Rekordy życiowe: bieg na 60 metrów przez płotki (hala) – 8,18 (22 lutego 2012, Moskwa); bieg na 100 metrów przez płotki (stadion) – 13,11 (19 czerwca 2012, Czeboksary) rekord Rosji juniorek. 

## Osiągnięcia
| Rok  | Impreza                                             | Miejsce          | Pozycja    | Wynik |
| ---- | --------------------------------------------------- | ---------------- | ---------- | ----- |
| 2009 | Mistrzostwa świata juniorów młodszych               | Tyrol Południowy | 6. miejsce | 13,47 |
| 2009 | Letni olimpijski festiwal młodzieży Europy          | Tampere          | 2. miejsce | 13,24 |
| 2010 | Eliminacje Europy do igrzysk olimpijskich młodzieży | Moskwa           | 1. miejsce | 13,34 |
| 2010 | Igrzyska olimpijskie młodzieży                      | Singapur         | 1. miejsce | 13,34 |
| 2011 | Mistrzostwa Europy juniorów                         | Tallinn          | 3. miejsce | 13,47 |
| 2012 | Mistrzostwa świata juniorów                         | Barcelona        | 3. miejsce | 13,43 |
| 2013 | Młodzieżowe mistrzostwa Europy                      | Tampere          | 6. miejsce | 13,48 |